# Baron Milner of Leeds
Baron Milner of Leeds, of Roundhay in the City of Leeds, ist ein erblicher britischer Adelstitel in der Peerage of the United Kingdom.

## Verleihung
Der Titel wurde am 20. Dezember 1951 durch Letters Patent für den Labour-Politiker James Milner geschaffen. Er war seit 1929 Unterhausabgeordneter für den Wahlkreis Leeds South East gewesen.
Heutiger Titelinhaber ist seit 2003 sein Enkel Richard Milner als 3. Baron.

## Liste der Barone Milner of Leeds (1951)
- James Milner, 1. Baron Milner of Leeds (1889–1967)
- Michael Milner, 2. Baron Milner of Leeds (1923–2003)
- Richard Milner, 3. Baron Milner of Leeds (* 1959)

Aktuell existiert kein Titelerbe.